# نصف‌النهار ۱۴۱ درجه شرقی
نصف‌النهار ۱۴۱ درجه شرقی ۱۴۱مین نصف‌النهار شرقی از گرینویچ است که از لحاظ زمانی ۹ساعت و ۲۴دقیقه با گرینویچ اختلاف زمانی دارد.
این نصف‌النهار از قطب شمال شروع و از مناطق زیر گذشته و به قطب جنوب ختم می‌شود.
- روسیه
- استرالیا*اقیانوس آرام